# Ukrainas anslutning till Europeiska unionen

Karta som visar Europeiska unionen (grön) och Ukraina (orange).

Ukrainas ansökan om medlemskap i Europeiska unionen skedde den 28 februari 2022, kort efter att Ukraina invaderats av Ryssland. Den ukrainske presidenten Volodymyr Zelenskyj begärde omedelbar tillträde enligt ett "nytt speciellt förfarande", och presidenterna i åtta EU-stater krävde en påskyndad anslutningsprocess. EU-kommissionens ordförande Ursula von der Leyen förklarade att hon stöder Ukrainas anslutning, men att processen skulle ta tid.
Den 1 mars 2022 ställde Europaparlamentet sig bakom att Ukraina skulle bli ett kandidatland, och den 10 mars 2022 bad Europeiska unionens råd kommissionen om dess yttrande om ansökan. Den 8 april 2022 överlämnade von der Leyen till Zelenskyj ett lagstiftningsformulär som Ukraina svarade på den 9 maj 2022.
Den 17 juni 2022 rekommenderade Europeiska kommissionen att Europeiska rådet skulle bevilja Ukraina kandidatstatus för anslutning till Europeiska unionen.
Den 23 juni 2022 antog Europaparlamentet en resolution som kräver att Ukraina omedelbart beviljas kandidatstatus för medlemskap i Europeiska unionen. Den 23 juni 2022 beviljade Europeiska rådet Ukraina status som kandidatland.

## Kronologi för förbindelserna med Europeiska unionen

Flaggan som används av aktivister på Euromajdan.

Associeringsavtalet mellan Europeiska unionen och Ukraina undertecknades 2014 efter att en rad händelser som stoppade ratificeringen kulminerade i en revolution i Ukraina och störtandet av den då sittande presidenten i Ukraina, Viktor Janukovytj. Avtalet trädde i kraft den 1 september 2017 efter att ha tillämpats provisoriskt sedan den 1 januari 2016. Den 24 februari 2022 invaderade Ryssland Ukraina, vilket ledde till medlemskapsansökan.

Europeiska unionens medlemsländer
Europeiska unionens medlemsländer stödjer ett påskyndat medlemskap för Ukraina
Europeiska unionens medlemsländer stöder påskyndat beviljande av kandidatstatus till Ukraina
Ukraina
Ryskockuperade ukrainska områden

| Datum             | Händelse |
| ----------------- | --- |
| 1991              | Europeiska unionens förklaring om Ukraina. |
| 1992              | Det första toppmötet mellan Ukraina och EU. |
| 1993              | Ett avtal undertecknades mellan Europeiska gemenskaperna och Ukraina om handel med textilprodukter, öppnandet av ett representationskontor för Europeiska gemenskapernas kommission i Ukraina. |
| 1994              | Ukrainas Verchovna Rada ratificerade partnerskaps- och samarbetsavtalet mellan Ukraina och EU. |
| 1995              | Det första mötet i den gemensamma kommittén Ukraina - EU, inrättandet av Ukrainas representation vid Europeiska gemenskaperna. |
| 1996              | Europeiska unionen har erkänt Ukrainas status som ett land i övergång. Europeiska unionens råd har antagit en handlingsplan för Ukraina. |
| 1997              | Ett avtal om handel med stålprodukter undertecknades mellan Europeiska kol- och stålgemenskapen och Ukrainas regering. |
| 1998              | Ikraftträdandet av partnerskaps- och samarbetsavtalet mellan Ukraina och EU, Ukraina har officiellt förklarat sin önskan att bli en associerad medlem av EU, antog en resolution från Ukrainas ministerkabinett "Om införandet av en mekanism för anpassning av ukrainska lagstiftning till Europeiska unionen.                                                                  |
| 1999              | EU har bekräftat sin avsikt att underlätta Ukrainas anslutning till Världshandelsorganisationen och lanseringen av ett frihandelsområde mellan Ukraina och EU. |
| 2005              | Europeiska unionens råd har gett Ukraina status som ett land med marknadsekonomi, ännu ett toppmöte. |
| 5 mars 2007       | Förhandlingar har inletts för att sluta ett nytt utökat avtal som ersätter partnerskaps- och samarbetsavtalet. |
| 2008              | Ikraftträdande av avtal om viseringslättnader och återtagande mellan Ukraina och EU. |
| 7 maj 2009        | Ukraina blev medlem i EU:s östliga partnerskapsinitiativ. |
| 16 juni 2009      | Under mötet i samarbetsrådet EU-Ukraina godkändes "Associeringsagendan EU-Ukraina" politiskt. |
| 25 februari 2010  | Europaparlamentet har godkänt en resolution om situationen i Ukraina, som i synnerhet erkänner Ukrainas rätt att ansluta sig till Europeiska unionen. EU-kommissionen får också mandat att arbeta med en "färdkarta" för viseringsfria resor mellan Ukraina och EU-länder. |
| 2013              | Ett gemensamt uttalande antogs vid toppmötet i Bryssel om att Ukraina är "fast beslutet att följa" EU:s villkor så att parterna kan underteckna associeringsavtalet och frihandelsområdet. |
| 21 november 2013  | Ukrainas ministerkabinett har beslutat att avbryta förberedelseprocessen för undertecknandet av associeringsavtalet med Europeiska unionen, som ett resultat av vilket massdemonstrationer började över hela landet mot avbrytandet av den europeiska integrationsprocessen — Euromajdan. Den 24 november ägde en massprotest rum i Kiev, där mer än en miljon människor deltog. |
| 21 mars 2014      | Den politiska delen av associeringsavtalet mellan Europeiska unionen och Ukraina undertecknades i Bryssel med deltagande av premiärminister Arsenij Jatsenjuk. |
| 27 juni 2014      | Ukrainas femte president Petro Porosjenko undertecknade den andra (ekonomiska) delen av associeringsavtalet med Europeiska unionen. |
| 16 september 2014 | Europaparlamentet ratificerade associeringsavtalet mellan Ukraina och Europeiska unionen samtidigt med Verkhovna Rada i Ukraina (via en telefonkonferens via Skype). |
| 1 november 2014   | Den provisoriska tillämpningen av associeringsavtalet mellan Ukraina och Europeiska unionen har trätt i kraft. |
| 13 februari 2017  | Verkhovna Rada i Ukraina ratificerade avtalet mellan Ukrainas regering och Europeiska unionen om Ukrainas deltagande i COSME-programmet. |
| 13 juli 2017      | Toppmötet mellan Ukraina och EU i Kiev avslutade ratificeringsprocessen av associeringsavtalet mellan Ukraina och Europeiska unionen och ikraftträdandet av den viseringsfria ordningen mellan Ukraina och Europeiska unionen. |
| 9 juli 2018       | 20-årsjubileumsmötet mellan Ukraina och EU ägde rum. |
| 12 oktober 2021   | Ett avtal om det gemensamma luftfartsområdet undertecknades vid toppmötet mellan Ukraina och EU i Kiev. |
| 28 februari 2022  | Ukrainas sjätte president Volodymyr Zelenskyj undertecknade en ansökan om Ukrainas anslutning till Europeiska unionen enligt det "påskyndade förfarandet". |
| 1 mars 2022       | Europaparlamentet röstade nästan enhälligt för resolutionen, som uppmanade EU:s institutioner att arbeta för att ge Ukraina kandidatstatus för medlemskap i Europeiska unionen. |
| 16 mars 2022      | NPC Ukrenergo, elnätets systemoperatör, NPC Ukrenergo, tillsammans med sina europeiska kollegor, slutförde integrationen med Kontinentaleuropas synkrona nät och blev en del av ENTSO-E. |
| 25 mars 2022      | Under Europeiska unionens informella toppmöte stödde medlemsstaterna Ukrainas europeiska strävanden och uppmanade Europeiska kommissionen att lämna sina slutsatser om ansökan om EU-medlemskap. |
| 8 april 2022      | Europeiska kommissionens ordförande överlämnade ett frågeformulär till Ukraina för att få kandidatstatus. |
| 17 april 2022     | Ukraina svarade på den första delen av frågeformuläret. |
| 9 maj 2022        | Ukraina svarade på den andra och sista delen av frågeformuläret. |
| 23 juni 2022      | Europeiska rådet gav Ukraina status som kandidatland. |

### 2002–2005
2002 sa EU:s utvidgningskommissionär Guenther Verheugen att "det europeiska perspektivet för Ukraina inte nödvändigtvis innebär medlemskap under de kommande 10-20 åren, även om det är möjligt." För att ansluta sig till Europeiska unionen måste ansökarstaten uppfylla de politiska och ekonomiska villkor som allmänt kallas Köpenhamnskriterierna (antagna vid toppmötet i Köpenhamn 1993), nämligen en demokratisk regering som erkänner rättsstatsprincipen och relevanta friheter och institutioner. Enligt Maastrichtfördraget måste varje nuvarande medlemsstat, liksom Europaparlamentet, komma överens om en eventuell utvidgning.
Att erhålla status som fullvärdig medlem i EU som ett strategiskt mål för Ukraina förklarades först av Ukrainas president Viktor Jusjtjenko omedelbart efter valet i början av 2005. Den 13 januari 2005 antog Europaparlamentet nästan enhälligt (467 för, 19 emot) en resolution om Europaparlamentets avsikter att konvergera med Ukraina om medlemskap. EU-kommissionen noterar att även om en viss förberedelseperiod ännu inte har passerat, är det inte uteslutet att nya medlemmar antas. På vilket president Jusjtjenko svarade med sin avsikt att ansöka om medlemskap "inom en snar framtid".
Flera inflytelserika EU-ledare uttryckte då stöd för att förbättra banden med Ukraina. Den polske utrikesministern Adam Rotfeld uttalade i synnerhet den 21 mars 2005 att Polen under alla omständigheter skulle stödja Ukrainas strävan efter europeiska integration. I synnerhet sa han: "I detta skede bör vi fokusera på konkreta steg i samarbetet istället för tomma samtal om paneuropeiskt samarbete." Tre dagar senare visade en undersökning i de sex största EU-länderna EU-medborgarnas engagemang att acceptera Ukraina som en fullvärdig medlem i framtiden.
I oktober 2005 sa EU-kommissionens ordförande Jose Manuel Barroso att "Ukrainas framtid är i EU." Den 9 oktober 2005 uppgav emellertid Europeiska kommissionen i en ny version av utvecklingsstrategidokumentet att genomförandet av utvidgningsplanerna (Kroatien och de före detta jugoslaviska republikerna) skulle kunna blockera anslutningen av Ukraina, Vitryssland och Moldavien. Utvidgningskommissionär Olli Rehn sa att EU borde undvika "för mycket utvidgning", och betonade att den nuvarande utvidgningsplanen ser komplett ut.
Även om ukrainska tjänstemän och statsvetare nämnde flera specifika datum för eventuellt medlemskap, har endast Ukrainas europeiska grannskapspolitik officiellt föreslagits Ukraina av EU hittills. Presidentens administration har varit kritisk till den föreslagna statusen för grannskapsrelationer.

### 2007–2014
I mars 2007 erbjöds Ukraina ett frihandelsavtal med EU. Även om detta förslag väckte en mycket starkare reaktion från den ukrainska staten, innehöll det inga specifika planer för Ukrainas anslutning till EU inom en snar framtid. Vissa västeuropeiska politiker har talat om den tillfälliga "utmattningen av utvidgningen" av europeiska institutioner. Ukrainska observatörer identifierar den så kallade "motståndsgruppen" för Ukrainas anslutning till EU. I synnerhet när texten till det utökade avtalet mellan Ukraina och EU ingicks i mars 2007 uteslöts hänvisningar till möjligheten att bli medlem. "Allt omnämnande av utsikterna för Ukrainas anslutning till Europeiska unionen har uteslutits från utkastet till utökat Ukraina-EU-avtal på grund av Frankrikes ställning", skrev den inflytelserika tyska tidningen Frankfurter Allgemeine Zeitung. Italiens ställning beror på den inrikespolitiska situationen i detta land. Under valkampanjen i detta land gav Silvio Berlusconis regering sålunda diplomatiska signaler om att han var redo att stödja Ukrainas strävanden efter europeiska integration. Hans politiska motståndare Romano Prodi sa å sin sida att "Ukrainas utsikter att gå med i EU är desamma som i Nya Zeeland."
Enligt det östliga partnerskapets policy kan Ukraina bli medlem i Europeiska unionen. Den 27 februari 2014 antog Europaparlamentet en resolution som erkände Ukrainas rätt att "ansöka om att bli medlem i unionen, förutsatt att landet följer principerna om demokrati, respekterar grundläggande friheter och mänskliga rättigheter och minoriteters rättigheter och säkerställer rättsstatsprincipen". Europaparlamentet noterar att i enlighet med artikel 49 i fördraget med EU har Georgien, Moldavien och Ukraina, liksom alla andra europeiska länder, ett europeiskt perspektiv och kan ansöka om EU-medlemskap i enlighet med demokratins principer, - sade i en resolution från Europaparlamentet i Bryssel, antagen vid den sista sessionen före valet till Europaparlamentet, som ägde rum den 23–25 maj 2014. 27 juni 2014 Europeiska kommissionens ordförande Jose Manuel Barroso förklarade att Associeringsavtalet är början på Ukrainas anslutning till EU. Samma dag förklarade EU:s utvidgningskommissionär Stefan Fuele att han trodde på Ukrainas framtida medlemskap i EU.

### 2014–2022
I mars 2016 uttalade EU-kommissionens ordförande Jean-Claude Juncker att det skulle ta minst 20–25 år för Ukraina att gå med i EU och Nato. I juni 2018 sa Ukrainas president Petro Porosjenko att han förväntar sig att Ukraina kommer att ansluta sig till Europeiska unionen och Nordatlantiska Fördragsorganisationen år 2030.
Den 21 februari 2019 ändrades Ukrainas konstitution för att fastställa normerna för Ukrainas strategiska kurs för medlemskap i Europeiska unionen och Nato i grundlagens ingress, tre artiklar och övergångsbestämmelser.
Vid X-sessionen i den interparlamentariska församlingen Ukraina-Polen-Litauen, som avslutades den 8 juni 2019 i Kiev, undertecknade parterna ett slutdokument som innehåller en överenskommelse om strategin för 2025 och 2027 som en period för Ukrainas eventuella anslutning till EU. År 2027, när Litauen kommer att inneha EU-ordförandeskapet för andra gången, kommer frågan om Ukraina att vara huvudfrågan på dagordningen. Om denna möjlighet inte utnyttjas kommer nästa "fönster" att öppnas 2039, då Polen kommer att presidera över EU och Litauen kommer att presidera först 2041.
Den 23 juli 2020 skapade Polen, Litauen och Ukraina en trepartsplattform för politiskt, ekonomiskt, kulturellt och socialt samarbete – Lublintriangeln, som syftar till att stödja Ukrainas integration i EU och Nato.
I februari 2021 stödde ledaren för den presiderande kristdemokratiska unionen i Tyskland, Armin Laschet, som ansågs vara en trolig efterträdare till Angela Merkel som Tysklands förbundskansler, idén om EU:s utvidgning och ge Ukraina ett europeiskt perspektiv:
| ”               | Frågan om Ukrainas anslutning till EU uppstår inte för tillfället, men den kommer oundvikligen att uppstå i framtiden. Vi måste stödja Ukraina på dess svåra väg och samtidigt öppna ett europeiskt perspektiv. | „ |
| – Armin Laschet | |   |

En hel del experter tror att i tider av försämrade relationer mellan Ryssland och EU, har Ukraina ett fönster av möjligheter att gå med i Europeiska unionen. Pavlo Klimkin noterade att Ukraina fortfarande inte uppfyller några kriterier för att gå med i Europeiska unionen, eftersom landet inte har en etablerad demokrati, rättsstatsprincipen och en fullfjädrad marknadsekonomi. Enligt honom gick den första chansen förlorad i början av 2005, när Jusjtjenko övertalades att inte söka, och 2014 var det mycket svårare att göra det.
Den 11 februari 2021 publicerade Europaparlamentet en rapport om Ukrainas framgångar med att genomföra associeringsavtalet med Europeiska unionen. Dokumentet belyser både de viktigaste framgångarna för Ukraina på denna väg, såväl som misslyckanden eller ögonblick som hindrar reformprocessen i landet. I allmänhet är Europeiska unionen ännu inte redo att officiellt tala om utsikterna för Ukrainas anslutning till medlemsländerna, men Ukrainas europeiska perspektiv är erkänt. 2021 förberedde Ukraina sig på att formellt ansöka om EU-medlemskap 2024, för att gå med i Europeiska unionen på 2030-talet.

## Ansökan

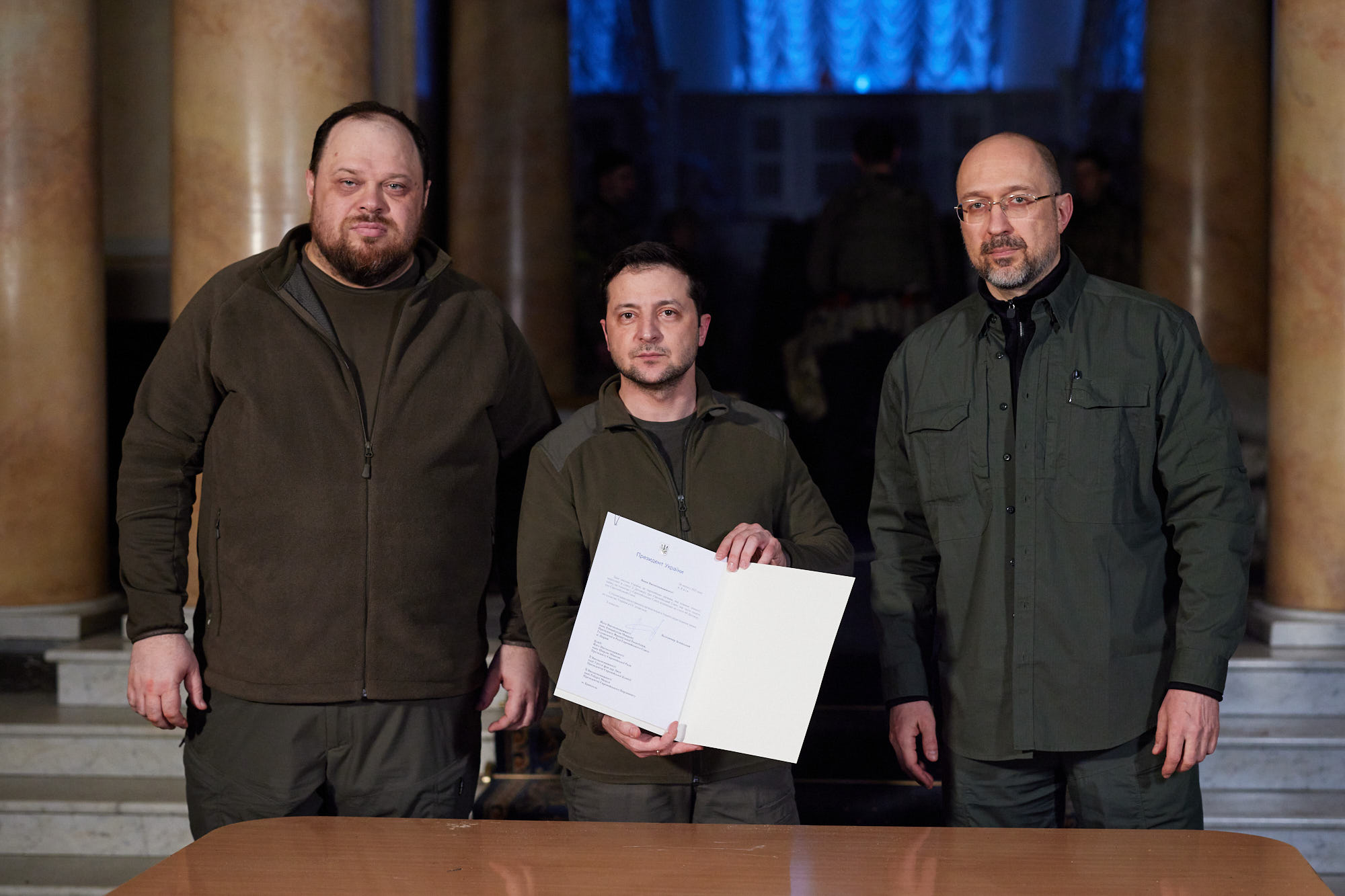
Undertecknande av ansökan om anslutning till EU den 28 februari 2022.

Efter den ryska invasionen av Ukraina 2022 kom det ytterligare uppmaningar att starta en formell anslutningsprocess: Ukraina upprepade sin önskan att bli medlem i unionen, och EU-kommissionens ordförande von der Leyen uttalade att Ukraina hör hemma i Europeiska unionen. Slovakiens premiärminister Eduard Heger uttryckte sitt stöd för en påskyndad anslutningsprocess.
Den 26 februari 2022 krävde Polens president Andrzej Duda Ukrainas påskyndade anslutning till EU. Den 27 februari föreslog Sloveniens premiärminister Janez Janša, tillsammans med Polens premiärminister Mateusz Morawiecki, en plan för Ukrainas snabba integration i EU senast 2030 i ett brev till Europeiska rådets ordförande Charles Michel. Slovakiens premiärminister Eduard Heger föreslog också att EU skulle skapa ett nytt särskilt förfarande för Ukrainas anslutning, för att hjälpa Ukraina att komma på fötter igen och återhämta sig från kriget i framtiden.
Den 28 februari lämnade Ukraina officiellt in en ansökan om medlemskap. På grund av den pågående krisen begärde president Zelenskyj omedelbar anslutning till Europeiska unionen enligt ett särskilt förfarande. Samma dag undertecknade åtta EU-stater ett brev som stöder en påskyndad anslutningsprocess för Ukraina, och den 1 mars uppgav Ungerns utrikesminister Péter Szijjártó att hans land också skulle stödja en påskyndad process. Den 1 mars rekommenderade Europaparlamentet, efter en debatt där Ukrainas president talade och fick applåder, att Ukraina skulle göras till en officiell kandidat för EU-medlemskap. Europaparlamentet röstade för att främja Ukrainas medlemskap med 637 för, 13 emot och 26 avstod från att rösta.
Den 1 mars 2022 undertecknade presidenterna för åtta EU-medlemsstater (Bulgarien, Tjeckien, Estland, Republiken Lettland, Republiken Litauen, Republiken Polen, Slovakien och Republiken Slovenien) ett öppet brev uppmanar Ukraina att ges utsikter till EU-medlemskap och att omedelbart inleda förhandlingarna. Samma dag efterlyste Ungerns utrikesminister Peter Siarto Ukrainas påskyndade anslutning till Europeiska unionen.
Den 2 mars uttalade emellertid Spaniens utrikesminister José Manuel Albares att "att tillhöra EU är inte en nyckfull process eller en process som kan göras genom ett rent politiskt beslut", och påminde om att kandidatlandet "måste uppfylla vissa sociala, politiska och ekonomiska standarder".
Den 7 mars meddelade EU att det formellt kommer att bedöma Ukrainas ansökan och den 10 mars 2022 bad Europeiska unionens råd kommissionen om dess yttrande om ansökan.
Den 9 mars 2022 antog den polska senaten en resolution som uppmanar länderna i Europeiska unionen att stödja den påskyndade processen för Ukrainas anslutning till EU med 93 röster för. "Det ukrainska samhället har utan tvekan bevisat att det är redo att vara en del av ett enat Europa och redo att betala med blod för hängivenhet för europeiska värderingar. Ukrainska soldater, som försvarar sitt lands gränser, skyddar hela Europa", står det i dokumentet.

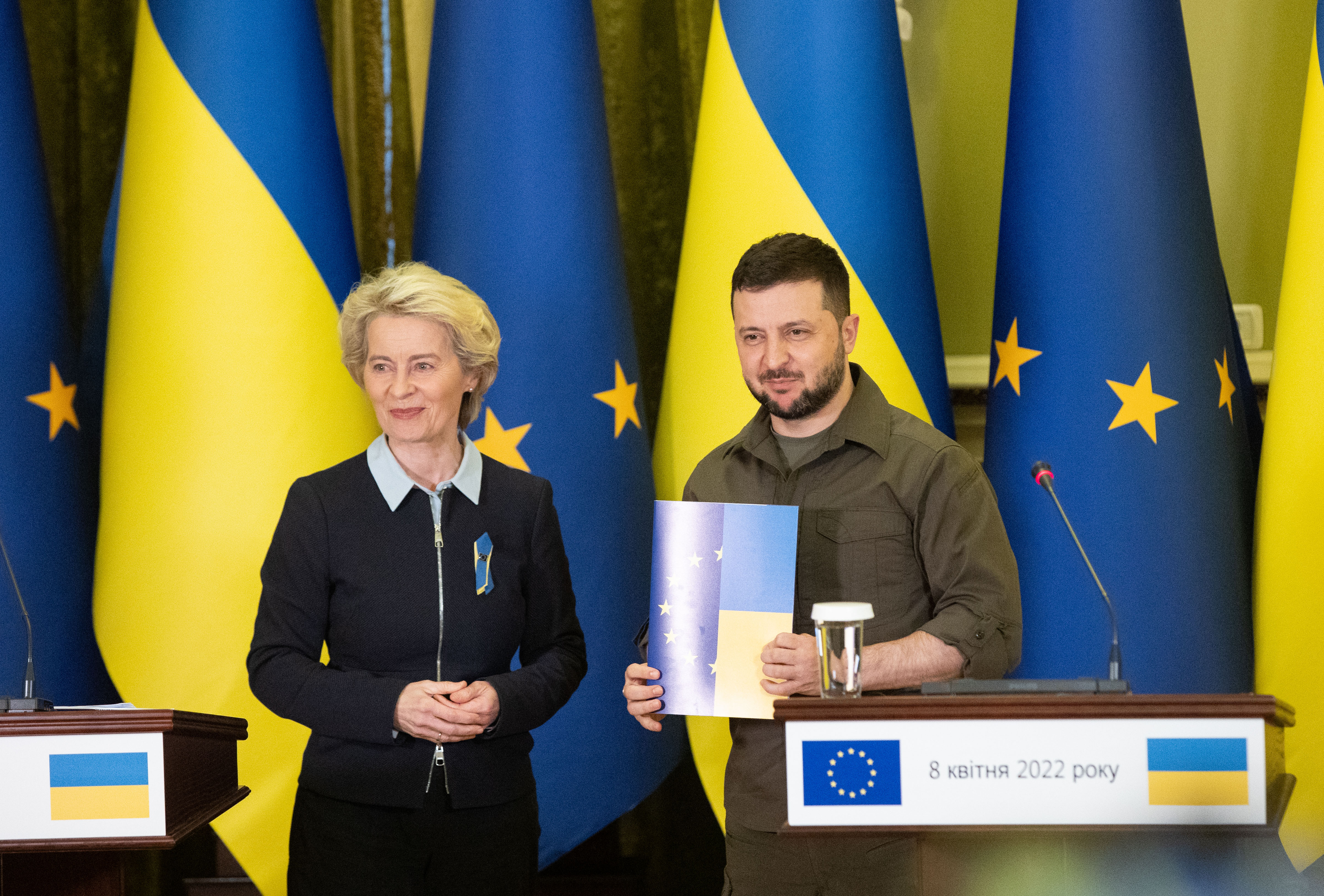
Presentation av frågeformuläret om EU-medlemskap den 8 april 2022 av EU-kommissionens ordförande von der Leyen och Ukrainas president Volodymyr Zelenskyj.

Den 8 april 2022 besökte kommissionens ordförande von der Leyen, efter att ha besökt Butja i efterdyningarna av massakern, Kiev och träffade president Zelenskyj. Von der Leyen presenterade Zelenskyj med lagstiftningsformuläret för att påbörja Ukrainas ansökan och erbjöd sig att snabba upp processen. Borrell meddelade att EU:s delegation till Ukraina, med Matti Maasikas i spetsen, kommer att återvända till Kiev efter att den evakuerats vid krigsutbrottet. Den 17 april 2022 svarade Ukraina på den första delen av lagstiftningsformuläret, medan det besvarade den andra och sista delen den 9 maj 2022.
Den 29 maj 2022, för att stödja Ukrainas väg mot den europeiska framtiden, i synnerhet för att få status som kandidat för medlemskap i Europeiska unionen den 25-26 juni 2022, Ukrainas regering lanserade en kommunikationskampanj «Embrace Ukraine. Strengthen the Union».

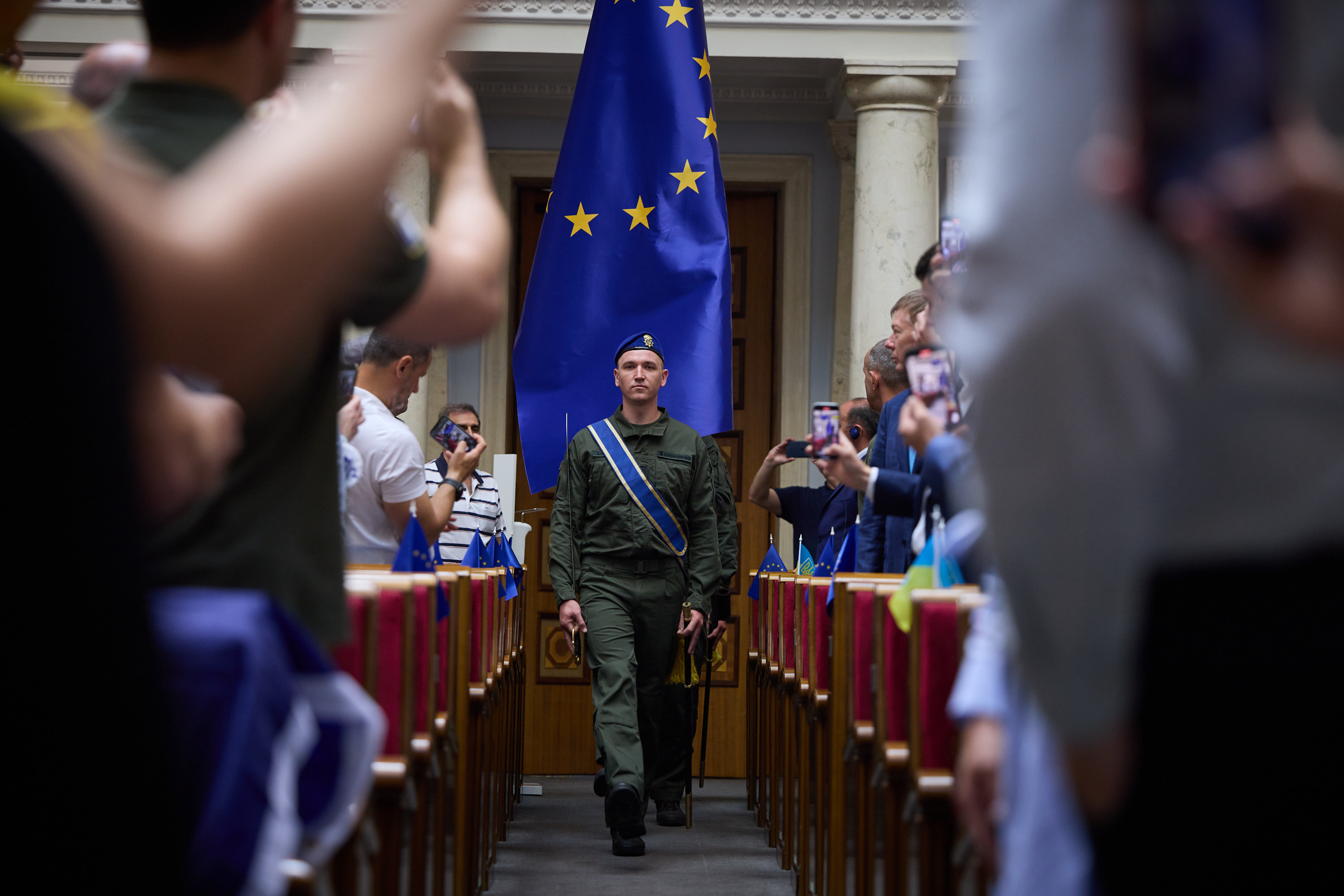
Sedan den 1 juli 2022 vajar EU-flaggan i Ukrainas parlament.

Den 23 juni 2022 antog Europaparlamentet en resolution som kräver att Ukraina omedelbart beviljas kandidatstatus för medlemskap i Europeiska unionen. Den 23 juni 2022 beviljade Europeiska rådet Ukraina status som kandidatland.

## Förhandlingar
Den 15 december 2023 beslutade Europeiska rådet att inleda anslutningsförhandlingar med Ukraina.

## Allmän åsikt

### I Ukraina
91 % av ukrainarna stöder anslutning till Europeiska unionen under den ryska invasionen av Ukraina 2022, enligt en undersökning gjord av Rating Sociological Group den 30-31 mars 2022, upp från 66,4 % i februari 2015.

### I EU
Enligt en undersökning gjord av Ifop på uppdrag av Jalta European Strategy och Fondation Jean-Jaurès från 3 till 7 mars 2022, 92 % av anhängarna av Ukrainas anslutning till EU i Polen, 71 % i Italien, 68 % i Tyskland, och 62 % i Frankrike.
Flash Eurobarometer-undersökningen som genomfördes i april i alla EU-länder visar det största stödet för Ukrainas anslutning till EU i Portugal, där 87 % av de tillfrågade stödde det. Därefter följer Estland (83 %), Litauen (82 %), Polen (81 %) och Irland (79 %). Ungrarna är mest skeptiska till Ukrainas anslutning, med endast 48 % av de tillfrågade som stöder idén (37 % emot). Samtidigt har Ungern den högsta andelen av befolkningen som är osäkra i denna fråga - 16 % (samma i Frankrike och Belgien).